# Garth Ennis
Garth Ennis, född 16 januari 1970, är en nordirländsk manusförfattare till tecknade serier. Han är kanske mest känd för Preacher och Punisher. Tidigare tog han över författandet av Judge Dredd efter seriens skapare John Wagner.
Ennis verk är oftast extremt våldsamma men innehåller även en hel del (mörk/svart) humor, och mycket väl utmejslade karaktärer.

## Serier av Garth Ennis
- Punisher
- True Faith
- Hellblazer
- 303
- The Boys[2]
- Cronicles of Wormwood
- Preacher
- Jennifer Blood
- The Pro (ett album)
- Fury (två album)
- Hitman
- Thor: Vikings (ett album)